# Bathyfautor rapuhia
Bathyfautor rapuhia là một loài ốc biển, là động vật thân mềm chân bụng sống ở biển thuộc họ Calliostomatidae.